# آینور آیدین
آینور آیدین (انگلیسی: Aynur Aydın؛ زادهٔ ۱۵ دسامبر ۱۹۸۵) خوانندهٔ مؤلف اهل ترکیه است. وی از سال ۲۰۱۱ میلادی تاکنون مشغول فعالیت بوده‌است.